# 1574 en arts plastiques
| Années des arts plastiques : 1571 - 1572 - 1573 - 1574 - 1575 - 1576 - 1577    |
| Décennies des arts plastiques : 1540 - 1550 - 1560 - 1570 - 1580 - 1590 - 1600 |

Cette page concerne l'année 1574 en arts plastiques.

## Naissances
- 23 ou 25 janvier : Lucas Franchoys l'Ancien, peintre flamand († 16 septembre 1643),
- 6 avril : Orazio Borgianni, peintre baroque italien († 14 janvier 1616),
- ? avril : Matteo Zaccolini, religieux, peintre et théoricien de la peinture italien († 13 juillet 1630),
- 14 mai : Daniel Dumonstier, dessinateur et peintre français († 22 juin 1646),
- 30 mai : Giulio Cesare Procaccini, peintre et graveur italien († 14 novembre 1625),
- Date précise inconnue ou non renseignée : 
  - Francesco Brizio, peintre et graveur baroque italien de l'école de peinture de Bologne († 1623).
  - Hendrick Fayd'herbe, enlumineur, doreur, sculpteur en bois et en albâtre, dramaturge, poète et rhétoricien des Pays-Bas espagnols († 30 avril 1629),
  - Giraldo de Merlo, sculpteur espagnol († en 1620 ou 1629).

## Décès
- 18 mars : Lattanzio Gambara, peintre maniériste italien  (° vers 1530),
- 27 juin : Giorgio Vasari, à Florence, écrivain, peintre et architecte italien, réputé pour les biographies qu’il consacra aux plus grands artistes de la Renaissance italienne (° 30 juillet 1511),
- ? :
  - Dirk Crabeth, peintre de vitraux néerlandais (° 1501),
  - Camillo Filippi, peintre italien (° 1500),
  - Francesco Menzocchi, peintre maniériste italien (° 1502),
  - Giacomo Zanguidi, peintre maniériste italien de l'école de Parme (° 25 juillet 1544),
- Vers 1574 :
- Joachim Bueckelaer, peintre flamand  (° vers 1534),
- Après 1574 :
  - Pierre Quesnel, peintre et dessinateur français, actif en Écosse puis en France à Paris (° vers 1502).